# Вист (карточная игра)
Вист (англ. Whist — «тихий, спокойный») — командная карточная игра, предшественница бриджа и преферанса. Известна с XVIII века.

## История виста
Вист появился в Англии в XVIII веке в среде посетителей лондонских кофеен. В течение XIX века правила игры развивались и были установлены свои законы, этикет и техника игры. Вист упоминается в романе Булгарина «Иван Выжигин» (1829), в романе Чернышевского «Что делать?» (1863), в романе Митчелл «Унесённые ветром» (1936) в романе Пушкина «Евгений Онегин» (1833 год) и «Шинель» Н.В.Гоголя, в романе Чарльза Диккенса «Приключения Оливера Твиста» (1838), в романе Ж.Верна «Вокруг света за 80 дней» (1872). В XX веке уступил свою популярность бриджу.

## Правила игры
Вист — это игра, играть в которую лучше всего вчетвером, хотя не исключаются варианты игры вдвоём, втроём, впятером или вшестером, играющие вместе игроки (партнёры) сидят друг против друга. Известно множество разновидностей виста. Две партии составляют роббер, после каждого роббера партнёры меняются. Партнёрство устанавливается не по желанию, а по жребию: все игроки вытягивают карты из колоды и таким образом определяют, кому с кем играть. Две старшие карты объединяются против двух младших. Тот, у кого самая младшая карта, и сдаёт.
Старшинство карт обычное — от туза до двойки, но козырные туз, король, дама, валет называют онерами, иногда к онерам относят и козырную десятку. Онеры засчитываются так же, как и взятки. За все онеры, имеющиеся у одной стороны, записывается 4 (или 5, если играют с десяткой) понта, за три онера — 3 понта, и т. д. Понты представляют собой фишки договорной стоимости, используемые в карточной игре.

### Сдача
Для игры используется полная колода в 52 карты. Каждому игроку сдаётся по 13 карт. Иногда в вист играют двумя колодами, тогда каждый игрок получает по 26 карт. Колоду снимает противник — игрок, сидящий справа от сдающего. Раздавать карты сдающий начинает с игрока, сидящего слева. Карты раздаются по одной. Свою последнюю карту сдающий переворачивает и показывает всем игрокам — это и будет козырь.
Если сдающий посмотрит козырь раньше времени или покажет эту карту своему партнёру, он лишается возможности сдавать. Во время сдачи запрещается смотреть свои карты и собирать их, и только после того, как сдача окончена и козырь объявлен, можно посмотреть свои карты. Если сдающий сдал карты вне очереди по ошибке, а потом открыл козырь, партия играется, если противники не возражают.
После окончания первой половины роббера сдающий имеет право переменить колоду, если сдающий сделал ошибку при раздаче карт, право сдачи переходит к следующему за ним игроку. Собирает взятки, а также ведёт запись один из партнёров с каждой стороны. Сторона, которая окончила две партии подряд или две из трех, считается выигравшей роббер.

### Ход
Тот игрок, который сидит слева от сдающего, ходит первым. Следующие ходы делают те игроки, которые взяли взятку. Игроки должны сносить требуемую масть, но перебивать её не нужно. Если нет требуемой масти, то можно класть карту любой масти либо бить козырем. Тот игрок, который выложил на стол самую старшую карту, берёт себе взятку. Цель каждой сдачи — взять как можно большее число взяток.
Если игрок имеет требуемую масть, но не дает её, а сбрасывает ненужные ему карты или козырь (фальш-ренонс), то он должен штрафоваться на 5 понтов или на три взятки, которые противники забирают себе. Фальш-ренонс не считается до тех пор, пока взятка не закрыта, игроки сейчас же по обнаружении ошибки могут потребовать, чтобы провинившийся положил на стол требуемую масть. Игрок, играющий с промахнувшимся игроком на пару, может спросить своего партнёра, не ошибся ли он. Если он сделал так, то штраф с него слагается, а за всё отвечает только провинившийся.

### Тактика и стратегия
Чтобы стать хорошим игроком в вист, следует научиться запоминать ходы как противников, так и своего партнёра. Главное в висте — запомнить 26 карт своих и своего партнёра, порой карты приходится угадывать. Ходить следует строго по очереди. Иногда случается, что игрок, сидящий третьим от сделавшего первый ход, кладёт на стол свою карту раньше второго. В этом случае четвёртый играющий также имеет право сбросить карту раньше своего партнёра. Эту ошибку со стороны третьего игрока поправить уже нельзя.
В случае если один из игроков забудет сбросить свою карту или сделает это нарочно, будет ли признана данная игра, зависит от остальных играющих. Более предпочтительными считаются ходы от длинной масти — когда в придачу к старшей карте имеется несколько карт той же масти. Если на руках у игрока, к примеру, дама, валет, 10 одной масти, ходить следует начинать с дамы.
Если при раздаче карт достался туз с маленькими картами, то в этом случае ходить лучше с маленькой карты, а туза оставить на следующий ход. Когда в одной руке имеется король и к нему ещё 2–3 карты этой же масти, ходить лучше с маленькой карты, если же при короле имеется только одна маленькая карта, с них лучше вообще не ходить. Если игрок имеет даму и ещё две маленькие карты той же масти, ходить с дамы можно только тогда, когда лучших карт нет.
Если партнёр пошёл с какой-нибудь масти и взял взятку, ему следует подыграть и ходить с той же масти, исключение составляет тот случай, если у игрока самого на руках очень сильная масть. Тогда ходить нужно с сильной масти, а потом с масти партнёра.
Когда на руках сильная масть, ходить лучше всего или с самой старшей карты, или с самой младшей, но не со средней. В этом случае хорошо козырять, то есть ходить с козырей, — так можно выманить у противников козыри, и им нечем будет бить потом вашу масть. Имея на руках не более 3 козырей, козырять не следует. Имея 4–5 или более козырей, выгодно козырять, но не следует брать козырями те взятки, которые и без того возьмет партнёр. Если на руках меньше 4 козырей и нет картинок , то бить следует и такие взятки.
Если партнёр имеет недостаток в какой-нибудь масти, выгодно ходить к нему с этой масти, тогда он сможет укрываться маленькими козырями. Не рекомендуется ходить с той масти, в которой имеются туз и дама, следует подождать хода с этой масти со стороны противников или партнёра и выложить на стол даму.
Если партнёр сбрасывает карту, то на неё следует класть самую старшую. Если же партнёр пошел королём, а у вас имеется туз, следует оставить эту взятку партнёру. Если же партнёр пошел с дамы, а у вас на руках туз, то в середине игры взятку выгоднее пропустить, а в конце игры побить. Не следует ходить с мастей, которых нет ни у одного из противников.
Если на руках дама или валет и при них ещё одна какая-нибудь карта той же масти, то ходить с них нужно только тогда, когда нет другой игры. С одиночной карты ходить не нужно, так партнёр будет введён в заблуждение.
Если в одной руке туз и король одной масти, ходить следует с короля, тем самым давая понять партнёру, что туз тоже у вас. Если же имеется коронка: туз, король и дама одной масти, ходить следует с дамы. Если на руках имеется несколько козырей, первый ход следует делать с самого старшего из них.
Следует особо приметить и первую карту, сброшенную партнёром, обычно это его слабая масть, а значит ходить с неё не стоит. В случае если при игре у кого-нибудь из играющих карта упадёт на стол лицевой стороной вверх, противники вправе потребовать, чтобы ход был сделан ею, они могут также оставить её открытой и положить на взятку тогда, когда они это пожелают.